# 千葉県道125号山田栗源線
千葉県道125号山田栗源線（ちばけんどう125ごう やまだくりもとせん）は、千葉県香取市を通る一般県道。

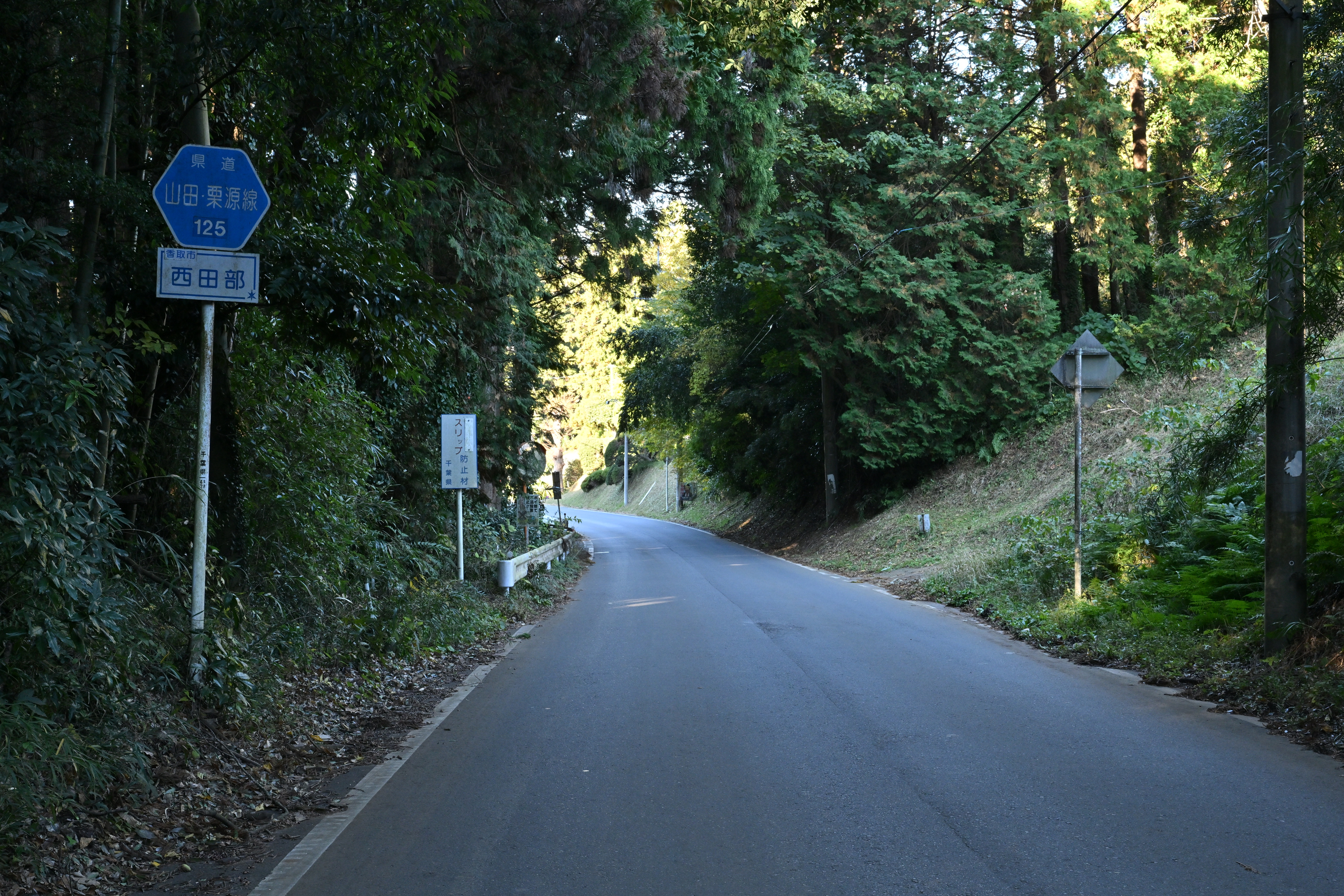
千葉県道125号山田栗源線
香取市西田部（2024年11月）

## 概要
- 起点：香取市府馬（千葉県道28号旭小見川線・千葉県道149号八日市場府馬線交点）
- 終点：香取市西田部（千葉県道16号佐原八日市場線交点）
- 総延長：15.621 km[1]
- 重用延長：3.248 km
- 未供用延長：なし
- 実延長：12.373 km[1]

## 通過する自治体

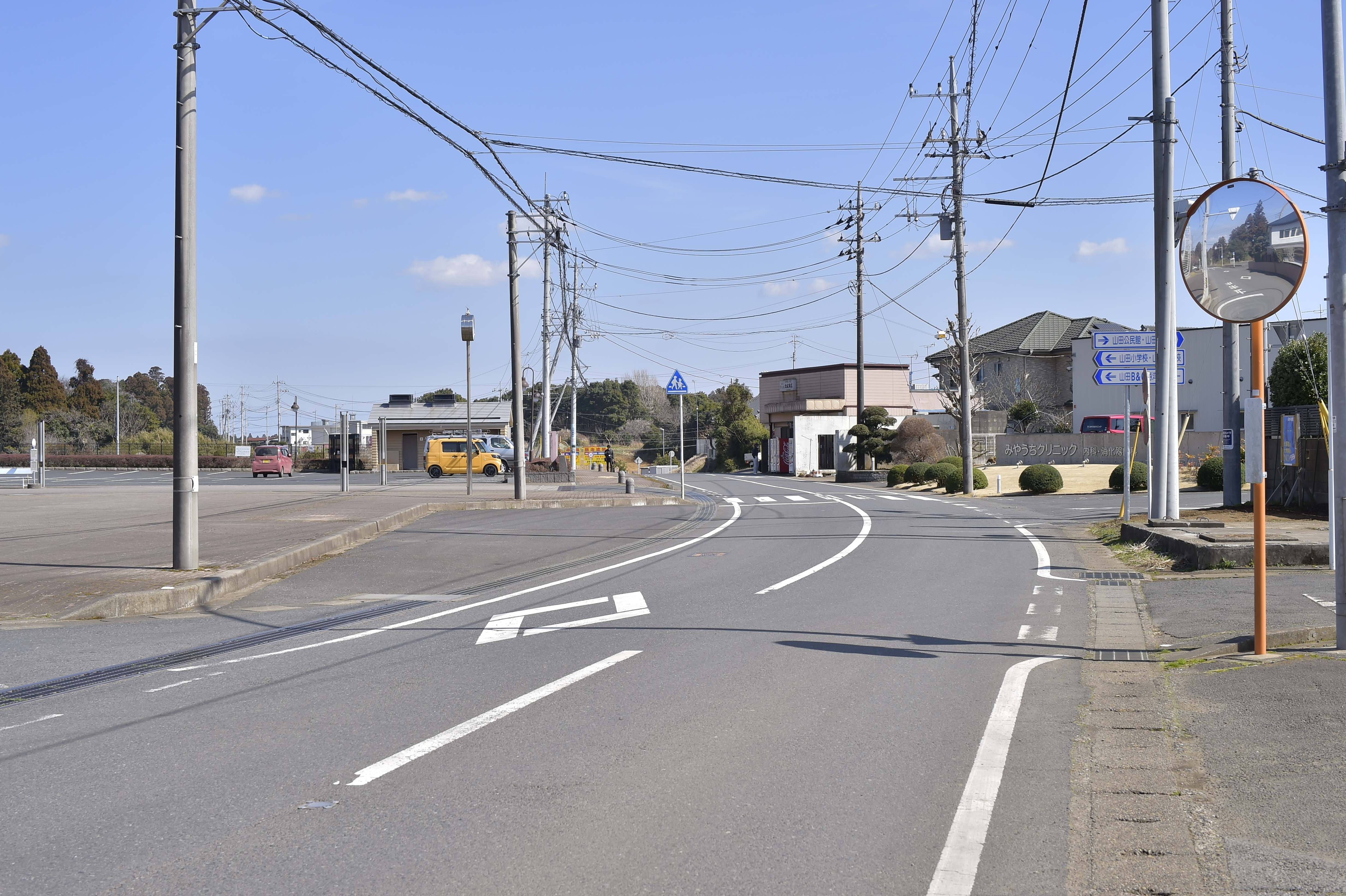
香取市仁良の香取市役所山田支所付近（2023年3月）

- 香取市

## 交差・接続する道路
- 千葉県道28号旭小見川線・千葉県道149号八日市場府馬線（起点）
- 千葉県道56号佐原椿海線（新里）※一部重複
- 千葉県道70号大栄栗源干潟線（新里）※一部重複
- 千葉県道114号八日市場山田線（山倉）※一部重複
- 千葉県道16号佐原八日市場線（終点）